# La Malahá
La Malahá es una localidad y municipio español situado en la parte nororiental de la comarca de Alhama, en la provincia de Granada, comunidad autónoma de Andalucía. Limita con los municipios de Escúzar, Ventas de Huelma, Chimeneas, Las Gabias y Alhendín. Cuenta con una población de 1872 habitantes (INE 2024).
El municipio malaheño comprende únicamente el núcleo de población de La Malahá —capital municipal—, así como los diseminados de Las Escarcileras, San Isidro y Las Veintiuna.

## Símbolos
La Malahá cuenta con un escudo adoptado oficialmente el 27 de octubre de 2020.

### Escudo
Su descripción heráldica es la siguiente:

Partido. Primero, de oro (amarillo), pergamino de plata (blanco) superado de puente con torreón en su color, bajo el que pasa un río de azur (azul). Segundo, de azur, alfanje y espada de plata, encabados de oro, cruzados en aspa, superados de bóveda en su color. Entado en punta, ondado de plata y azur. Bordura general de gules (rojo) con ocho calderas de oro. Sobre el todo, escusón de gules con una granada de oro, rajada de gules y hojada de sinople (verde); bordura de sinople. Al timbre, corona real cerrada.

## Historia
La zona del Temple recibió un apreciable número de pobladores árabes poco después de la llegada de los musulmanes a la península ibérica. Su viejo nombre de Quemple procede de la tribu árabe de los qaysíes, llegados con las tropas sirias del general Balch en el 740. Aquí se formó el distrito dependiente de la provincia granadina de Ilbira y donde se repartían una decena de alquerías, entre las más señaladas estaba La Malahá.
En sus alrededores se localizan interesantes hallazgos prehistóricos y testimonios que revelan que este lugar estuvo habitado en la época del Imperio Romano, tiempo en el que ya se explotaban sus salinas. Los griegos la llamaron Malka y los romanos Misarza, “valle templado o alivio de los dolientes” y establecieron en ella un balneario. Después los visigodos la llamarían Mizarza en alusión a los beneficios de sus aguas termales. De época romana permanece un gran aljibe muy bien conservado, además de unas termas y una necrópolis. Sin embargo, su nombre proviene del árabe, al-Malaha, “las salinas”, quienes crearon un sistema complejo de regadío y explotación de la sal. Por aquel entonces la villa tuvo gran importancia, llegando a tener más de tres mil habitantes, que también produjeron seda.
La Malahá desarrolló su tranquila actividad salinera, agrícola y forestal hasta las agitaciones que precedieron a la toma de Granada. Los Reyes Católicos cedieron la explotación de las salinas al rey granadino Muhammed XIII ‘El Zagal’ cuando depuso las armas y rindió en 1489 las plazas de Guadix y Almería. Durante años, hubo de permanecer una considerable población de musulmanes y moriscos que, a raíz de las sublevaciones, se vería mermada y sustituida por pobladores cristianos de otras regiones.

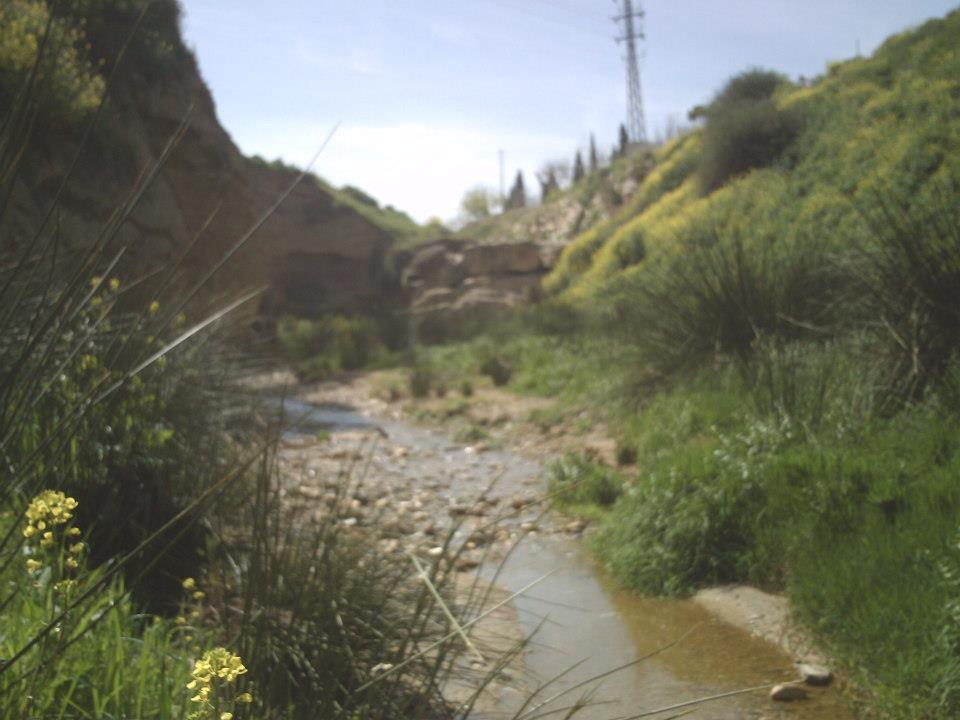
Arroyo del Salado a su paso por el pueblo. Al fondo se pueden apreciar los peñones de Jaque

Sus aguas termales han sido explotadas desde muy antiguo y tuvieron su mayor auge en 1845. Actualmente existe una piscina termal con un aforo de doscientas cincuenta personas, con cualidades terapéuticas para dolencias del sistema nervioso, de la piel y de enfermedades como el reuma.

## Geografía

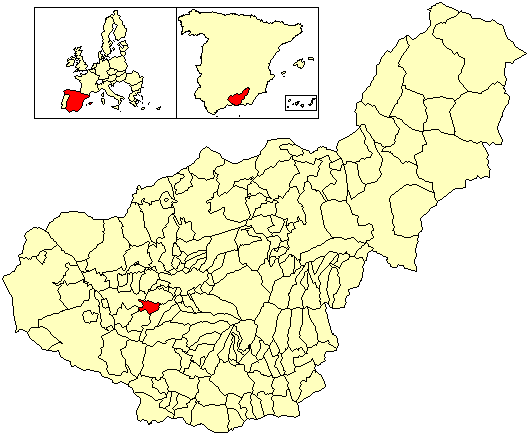
Extensión del municipio en la provincia de Granada

### Situación
Integrado en la comarca de Alhama, se encuentra situado a 20 kilómetros de la capital provincial, a 101 de Jaén, a 162 de Almería y a 298 de Murcia.
| Noroeste: Chimeneas                  | Norte: Las Gabias | Nordeste: Las Gabias |
| Oeste: Chimeneas                     |                   | Este: Alhendín       |
| Suroeste: Ventas de Huelma y Escúzar | Sur: Escúzar      | Sureste: Alhendín    |

### Clima
El clima de La Malahá es de tipo mediterráneo continentalizado: fresco en invierno, con abundantes heladas; y caluroso en verano, con máximas sobre los 40 °C. La oscilación térmica es grande durante todo el año, superando muchas veces los 20 °C en un día. Las lluvias, ausentes en verano, se concentran en el invierno y son escasas durante el resto del año.

## Demografía
La Malahá cuenta con una población de 1872 habitantes (INE 2024).

### Evolución de la población
| Gráfica de evolución demográfica de La Malahá entre 1842 y 2021                                                     |
| |
| Población de derecho según los censos de población del INE Población de hecho según los censos de población del INE |

## Administración y política
Los resultados en La Malahá de las elecciones municipales, celebradas en mayo de 2023, son:

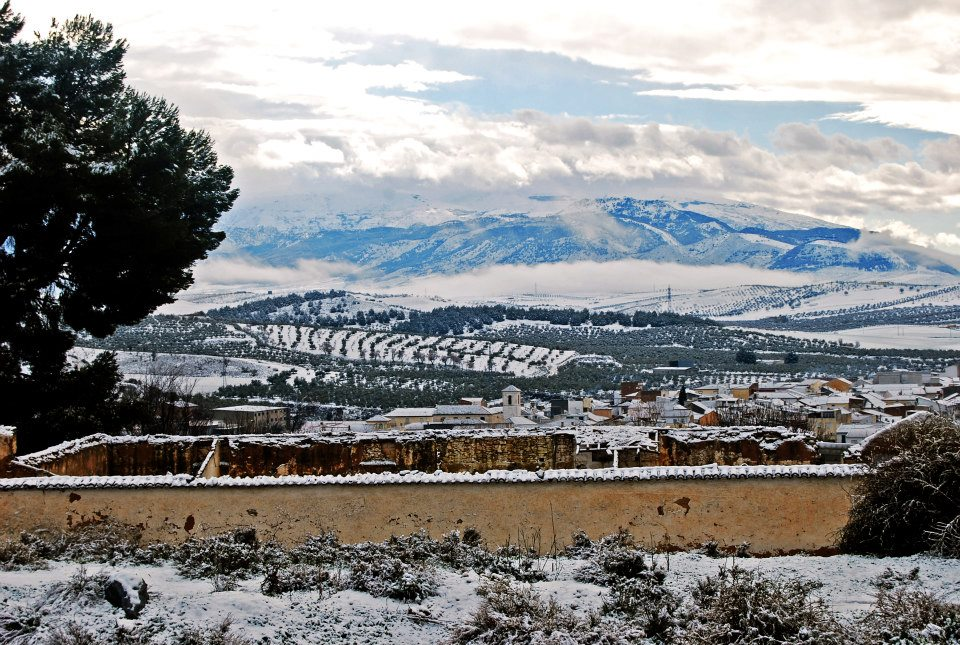
Vista de La Malahá, en invierno

| Partido político                         | Partido político | Votos | Votos   | Concejales |
| ---------------------------------------- | ---------------- | ----- | ------- | ---------- |
| Partido Socialista Obrero Español (PSOE) |                  | 516   | 48.45 % | 5          |
| Partido Popular (PP)                     |                  | 289   | 27.13 % | 2          |
| Izquierda Unida (IU)                     |                  | 229   | 21.5 %  | 2          |

## Economía

### Evolución de la deuda viva municipal
| Gráfica de evolución de Deuda viva del Ayuntamiento de La Malahá entre 2008 y 2019                                  |
| |
| Deuda viva del Ayuntamiento de Malahá (La) en miles de Euros según datos del Ministerio de Hacienda y Ad. Públicas. |

## Cultura

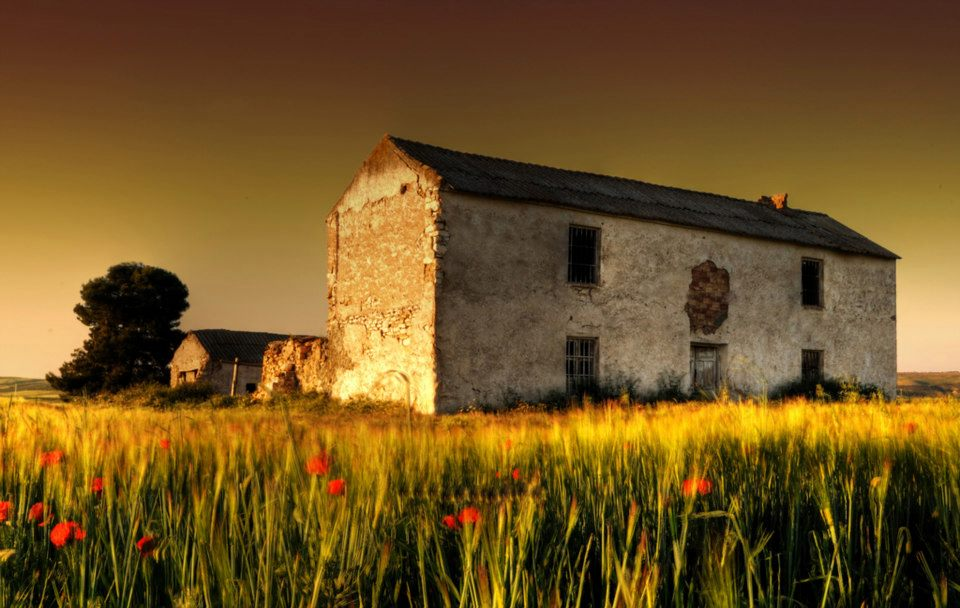
Una casona abandonada en el campo alrededor del pueblo

### Fiestas
- Día de la Candelaria, “Los Menchos”, el 2 de febrero.
- Fiesta del hornazo, “San Marcos”, el 25 de abril.
- Día de la Cruz, el 3 de mayo.
- Semana cultural, a mediados de julio.
- Fiestas patronales de San Isidro y Santa María de la Cabeza, sobre el 15 de mayo.